# Khalid Bakdash
Khalid Bakdash (1912-1995: transliterado ocasionalmente como Khalid Bagdash, en árabe خالد بكداش) fue el líder del Partido Comunista Sirio (SCP) desde 1936 hasta su muerte en 1995. En 1954, Bakdash se convirtió en el primer miembro de un partido comunista en ser elegido diputado a un parlamento árabe. Desde entonces, se le aplicó el sobrenombre de "decano del comunismo árabe".

## Orígenes
Bakdash nació en Damasco, en el seno de una familia de origen kurdo. Comenzó su andadura en el comunismo cuando tenía 18 años, mientras estudiaba en la Universidad de Damasco. Fue un destacado activista estudiantil, organizando numerosas protestas contra la ocupación de Siria por parte de los franceses, captando así la atención de la policía. En 1933, el Partido creyó que lo mejor para Bakdash era salir del país, así que en 1934 ingresó en la Universidad Comunista del Este, en Moscú.

## Secretario general del Partido Comunista Sirio
De vuelta en Siria en 1936, Bakdash se convirtió en secretario general del Partido Comunista Sirio-Libanés, cargo que ostentaría hasta el final de sus días. Se convirtió asimismo en líder de la resistencia siria contra el régimen de Vichy, gobierno títere de la Alemania nazi que, durante la Segunda Guerra Mundial, obtuvo el control de la administración colonial francesa sobre Siria y el Líbano. Cuando Siria quedó bajo control aliado en 1942, la Francia Libre prometió la independencia y la legalización del PCSL, hasta entonces ilegalizado.
Bakdash adoptó un discurso moderado como secretario general del Partido Comunista Sirio. El programa del SCP y el programa que éste elaboró en 1944 reflejan la voluntad de ajustarse a las circunstancias políticas del mundo árabe de la época. Hicieron hincapié en la combinación de la lucha del SCP y el anticolonialismo, tratando además de establecer al Partido Comunista Sirio como un movimiento democrático de masas, en lugar de la organización de vanguardia que promulgaba la ortodoxia marxista-leninista.
Aunque Bakdash es referido a menudo como el "decano" o el "sabio" del comunismo árabe, su influencia real en otros partidos comunistas árabes no era tan grande como sugería el sobrenombre. Tuvo, incluso, una relación particularmente turbia con el líder del Partido Comunista Iraquí entre 1941 y 1949, apodado como camarada Fahd. De hecho, a mediados de la década de 1940, Bakdash apoyó al Partido Popular Iraquí, liderado por Aziz Sharif, que siguió el ejemplo del SCP de buscar un partido amplio, haciendo hincapié en la cuestión nacional, de manera contraria a la ortodoxia leninista imperante en el Partido Comunista Iraquí. Fahd también fue sospechoso de sobornar a comunistas iraquíes residentes en Damasco.

## Primer diputado comunista del mundo árabe
Bakdash logró un escaño en el Parlamento sirio en 1954, y durante el turbulento periodo democrático sirio (1954-1958) llevó a cabo una trayectoria cautelosa como parlamentario. La principal dificultad que se le presentó fue la cuestión sobre la unidad árabe, y en particular la unificación con el Egipto de Gamal Abdel Nasser. Bakdash fue extremadamente crítico con el líder egipcio, especialmente tras la campaña de represión que este desató contra sus oponentes políticos, y especialmente los comunistas y los Hermanos Musulmanes. Nasser no era partidario del pluralismo político, y los partidos políticos fueron ilegalizados durante su régimen.
Con todo, el apoyo popular a la unión con Egipto forzó a Bakdash a amoldarse a las circunstancias. Hanna Batatu, un notable historiador experto en la política árabe, especula con la posibilidad de la influencia que destacados comunistas sirios hicieron en Gamal Abdel Nasser con respecto a la creación de la República Árabe Unida en 1958. Sin embargo, Bakdash provocó una dura reacción del líder egipcio con su ataque a las políticas de éste en diciembre de 1958, en el que hizo un llamamiento a la legalización de los partidos políticos y a la transformación de la República Árabe Unida en una federación. Esto desembocó en una fiera campaña de represión contra los comunistas sirios. Esta decisión hizo que Bakdash, por su propia seguridad personal, se exiliase en la Unión Soviética hasta 1966.
Siria se separó de la República Árabe Unida en 1961, decisión apoyada por elementos importantes del Ejército y la burguesía, así como por los comunistas. Por su parte, la separación fue enormemente controvertida, lo que llevó a los partidos que apoyaron la secesión a un respaldo popular muy reducido. Debido a esto, el SCP se redujo notablemente, quedando en unos cientos de militantes.

## Líder del SCP bajo el gobierno baaz
El 6 de marzo de 1963 tuvo lugar un golpe de Estado por parte de partidarios de la reunificación con Egipto, esencialmente baazistas, nasseristas y miembros del Movimiento Nacionalista Árabe para poner fin al gobierno separatista, aunque la reunificación nunca tuvo lugar. Para la década de 1970, la represión al SCP se produjo con más o menos gravedad.
En 1966, el comité militar secreto del Partido Baaz sirio tomó el poder, implementando una línea política cercana al socialismo. A Bakdash se le permitió regresar de Moscú, pero se le prohibió el desempeño de actividades políticas públicas. Cuando Hafez al-Asad tomó el poder en 1970, anunció la intención de reintroducir el pluralismo político, en el contexto de una democracia popular. Esta iniciativa fraguó en el Frente Nacional Progresista, una coalición de partidos que apoyó la orientación socialista y panarabista del gobierno, aceptando el liderazgo del Partido Árabe Socialista Baaz. Con el dilema de integrar el FNP o volver a la clandestinidad, Bakdash aceptó por integrar al Partido Comunista Sirio en el Frente. Más tarde, Riyad al-Turk lideraría una pequeña facción del SCP que se opondría a la entrada de los comunistas en este frente.
En 1986, la diferencia de opinión entre Bakdash y el diputado comunista Yusuf Faisal dio paso a una escisión en el partido. Faisal era partidario de las nuevas políticas desarrolladas en la URSS (la perestroika y la glasnost), apoyando asimismo al líder soviético Mijaíl Gorbachov, políticas a las que Bakdash se oponía. Muchos de los intelectuales del SCP se marcharon junto a Faisal, mientras que Bakdash mantuvo el apoyo de la considerable base kurda del Partido.
Khalid Bagdash murió en Damasco en 1995, con 83 años. Su viuda, Wisal Farha Bakdash, lo relevó como secretaria general del Partido Comunista Sirio.